# Krokodýlí slzy
Krokodýlí slzy je osmá kniha série o čtrnáctiletém nedobrovolném špiónovi jménem Alex Rider od britského spisovatele Anthonyho Horowitze. Alex Rider se v něm setkává s problémem geneticky modifikovaných organismů a snaží se zjistit, co s nimi má v plánu multimilionář Desmond McCain, který vede jednu z největších světových charitativních organizací.

## Děj
Desmond McCain se spolu se svou snoubenkou Myrou Beckettovou pozhodne vyvolat pomocí geneticky modifikovaných organismů mor v Africe, vybrat jménem své charitativní organizace First Aid peníze a pak si je nechat.
Alex Rider se s McCainem poprvé setká na charitativním večírku, který McCain pořádá na svém sídle ve Skotsku, kam je Alex pozván spolu s kamarádkou Sabinou Pleasurovou a jejím otcem. Alex se připojí ke hře Texas hold 'em a neočekávaně porazí McCaina. Svou výhru věnuje First Aid. Potom se baví se Sabininým otcem o své školní práci týkající se geneticky modifikovaných organismů a ještě před půlnocí opustí McCainovo sídlo.
Cestou domů sjedou ze silnice a zřítí se s autem na dno jezera. Podaří se jim dostat se z potopeného auta a neznámý muž za nimi přijede a odveze je do nemocnice.
Potom se ho snaží vydírat Harry Bulman, novinář, který chce napsat příběh o nezletilém agentovi. Alex se rozhodne požádat o pomoc MI-6. Ti mu pomůžou pouze pod podmínkou, že během školní exkurze v centru, kde se provádí genetické modifikace Greenfields zkopíruje harddisk tamního šéfa Leonarda Straika.
Alex tam ke svému překvapení narazí na Desmonda McCaina a vyslechne jeho rozhovor se Straikem. Muži se baví o Elm’s Cross. Potom si Straik všimne, že v jeho kanceláři někdo byl a vyhlásí poplach. Alexovi se nakonec podaří dostat z budovy, aniž by ho někdo chytil nebo zabil.
Další den se vypraví do ulice Elm’s Cross a do místních filmových ateliérů. Těsně předtím, než zde málem uhoří, vidí pozůstatky natáčení filmu o moru v Africe. Nakonec se mu podaří uprchnout z hořící budovy větrací šachtou.
Druhého dne je Alex unesen a přepraven do Keni. Tam je naložen do práškovacího letadla, které řídí Myra Beckettová. Tímto způsobem jsou zamořena africká pole s obilím. Potom mu McCain vysvětlí svůj plán a dalšího dne ráno ho chce dát sežrat místním krokodýlům. Alex je na poslední chvíli zachráněn indickým špionem Rahimem, zatímco z Myry Beckettové se stane pokrm pro krokodýly. Díky Rahimovi se Alexovi podaří poslat zprávu MI-6 o McCainově plánu.
Alex ví, že nemá moc času, a Rahim je zraněn a v bezvědomí. Chlapec mu tedy vezme bombu, která měla původně sloužit k vraždě McCaina, a vypraví se k přehradě Simba Dam, aby ji vyhodil do povětří a tím zaplavil pole a zastavil proces genetické modifikace.
Podaří se mu umístit a odpálit bombu, ale je pronásledován McCainovými muži, takže se mu málem nepodaří uniknout z bortící se hráze. Na poslední chvíli ho ale zachrání Rahim: přiletí s letadlem, ze kterého je spuštěné lano, po kterém Alex vyšplhá. Když dorazí na letiště, Rahim je zastřelen McCainem. McCaina zabije Alex tím, že k němu pošle barel s benzínem a výbušnou propiskou, kterou ho předtím vybavil Smithers.